# 罗纳德·W·戴维斯
罗纳德·W·戴维斯（英語：Ronald Wayne "Ron" Davis，1941年7月17日—）是一位美国生物化学家和遗传学家，斯坦福大学教授，拥有30多项生物技术专利，1983年当选美国国家科学院院士，2011年获格鲁伯遗传学奖。